# Thymus holosericeus
Thymus holosericeus — вид рослин родини глухокропивові (Lamiaceae), ендемік Греції.

## Опис
Заввишки до 10 см, росте пучками, деревний біля основи. Квітучі стебла 3–6 см, з міжвузлями, виразно коротшими, ніж листя, не грубі. Листки 10–1.5 × 1.5–2 мм, вузьколанцетні звужені до основи, гострі, нерідко дрібнозубчасті, не грубі, базальна половина війчаста. Суцвіття щільні, довгасті, головчасті. Приквітки ≈9 x 4 мм, яйцюваті, гострі, синювато-сіро-зелені. Чашечка 4–5 мм, трубка більш-менш циліндрична. Вінчик 7–9 мм, рожево-фіолетовий.

## Поширення
Ендемік Греції.